# SAP Center at San Jose
Pour les articles homonymes, voir HP, Pavilion et Compaq Center.
Le SAP Center at San Jose (auparavant San Jose Arena, Compaq Center at San Jose et HP Pavilion at San Jose, il est surnommé Shark Tank ou The Tank) est une salle omnisports située au 525 West Santa Clara Street dans le centre de San José en Californie.
Depuis 1993, c'est la patinoire des Sharks de San José de la Ligue nationale de hockey. L'enceinte est également le domicile des San Jose SaberCats de l'Arena Football League depuis 1995 et des San Jose Stealth de la National Lacrosse League depuis 2003. Elle fut le parquet des Warriors de Golden State de la National Basketball Association pendant la reconstruction de la Oracle Arena lors de la saison 1996-1997. D'autres équipes furent locataires de cette salle comme les Grizzlies de San Jose de la Continental Indoor Soccer League et les San Jose Rhinos du Roller Hockey International.
Le SAP Center at San Jose a une capacité de 17 562 places pour le hockey sur glace et de 18 500 places pour le basket-ball, il est équipé de 66 suites de luxe ainsi que de 3 000 sièges de club puis dispose d'environ 1 600 places de stationnement à proximité.

## Histoire
En 1988, les électeurs de San José ont ratifié la construction d'un nouveau centre sportif polyvalent et de divertissement. Ils ont envisagé une installation de classe mondiale qui permettrait de créer des emplois, d'attirer la communauté régionale à une revitalisation du centre-ville et de fournir une enceinte pour les ligues majeures de sport, des concerts, et des événements de toutes sortes.
En 1990, le Conseil municipal de la ville a créé la San Jose Arena Authority (SJAA) afin de superviser le fonctionnement et la gestion de bâtiment.
L'arène fut inaugurée le 7 septembre 1993 comme la San Jose Arena. Plus tard, les droits d'appellation ont été vendus à Compaq, et l'installation est devenue Compaq Center at San Jose le 27 mars 2001, l'identificateur géographique était nécessaire car à l'époque il y avait un Compaq Center à Houston. Après que Hewlett-Packard (HP) ait racheté Compaq en 2002, la société a choisi de renommer le bâtiment en HP Pavilion le 30 novembre 2002 pour $3,13 millions de dollars par an jusqu'en 2015. Après la saison courte de 2013, l'aréna changea de nom encore une fois, il a été rebatisé SAP Center at San Jose.
Le coût de construction de la salle s'éleva à $162,5 millions de dollars ($132,5 millions par la ville de San José et $30 millions par HP Pavilion Management) et ses concepteurs étaient des architectes de la firme Sink Combs Dethlefs. Le premier événement au SAP Center était un spectacle du Ringling Bros. Circus qui se déroula le lendemain de l'inauguration (8 septembre 1993) mais il fallut attendre le 30 septembre pour assister au premier match des Sharks de San José dans leur nouvelle patinoire lors d'une partie de pré-saison contre les Islanders de New York (score 4-2). La salle fut le domicile des Warriors de Golden State de la National Basketball Association pendant la reconstruction de la Oracle Arena de Oakland lors de la saison 1996-1997.
Le SAP Center at San Jose est un des lieux les plus actifs de la Ligue nationale de hockey. Parmi les patinoires actuelles dans la ligue, elle est sans doute celle la plus bruyante depuis le Chicago Stadium. Organisant en moyenne plus de 190 événements par an, elle a vendu plus de billets que n'importe quelles autres salles de l'ouest américain pour des événements non-sportifs. Le record d'affluence pour un événement d'arts martiaux mixtes dans l'arène eu lieu le 10 mars 2006, dans un combat opposant Frank Shamrock à Cesar Gracie, avec 18 265 spectateurs.
Il était annoncé à la fin avril 2007 que le SAP Center at San Jose recevrait plusieurs améliorations, notamment un nouveau tableau d'affichage similaire à celui du TD Garden, patinoire des Bruins de Boston de la LNH.

## Événements
- Open de San José (SAP Open), depuis 1994
- 1996 United States Figure Skating Championships, 18-21 janvier 1996
- 47e Match des étoiles de la Ligue nationale de hockey, 18 janvier 1997
- WWE Royal Rumble 1998, 18 janvier 1998
- Final Four basket-ball NCAA féminin, 26-28 mars 1999
- WWE SummerSlam 2001, 19 août 2001
- ArenaBowl XVI, 18 août 2002
- Pac-10 Women's Basketball Tournament, depuis 2003
- Concerts de Madonna (Re-Invention Tour), les 6, 8 et 9 juin 2004
- Concert de U2 (Vertigo Tour 2005), 9 et 10 avril 2005
- Strikeforce: Shamrock vs. Gracie, 10 mars 2006
- Strikeforce: Revenge, 9 juin 2006
- Toyota Challenge Dew Action Sports Tour, 7-10 septembre 2006
- Strikeforce: Triple Threat, 8 décembre 2006
- 2007 NCAA Men's Basketball West Regional Final. (UCLA vs. Kansas), mars 2007
- Strikeforce: Shamrock vs. Baroni, 22 juin 2007
- WWE The Great American Bash, 22 juillet 2007
- 2007 USA Gymnastics Visa Championships, 15-18 août 2007
- Strikeforce: Four Men Enter, One Man Survives, 16 novembre 2007
- Concert des Spice Girls (The Return of the Spice Girls), 4 décembre 2007
- WWE RAW 29 juin 2009
- Concert de Il Divo 23 juillet 2009.
- Concert d'AC/DC le 2 septembre 2009
- WWE Supershow ( RAW, NXT , Superstars et Smackdown) 22 mars 2010
- Britney Spears, Femme Fatale Tour, le 18 juin 2011
- Concert de Madonna (The MDNA Tour), les 6 et 7 octobre 2012
- Lady Gaga, The Born This Way Ball Tour, 17 janvier 2013
- Concert de Rihanna, (Diamonds World Tour), 6 avril 2013
- Concert des One Direction, (Take Me Home Tour), 30 juillet 2013
- Demi Lovato, The Neon Lights Tour, 11 février 2014
- Concert de Lady Gaga (artRAVE : The ARTPOP Ball), 3 juin 2014
- Concert de Madonna (Rebel Heart Tour), le 19 octobre 2015
- Concert de Demi Lovato et Nick Jonas (Future Now Tour), 18 août 2016

## Galerie

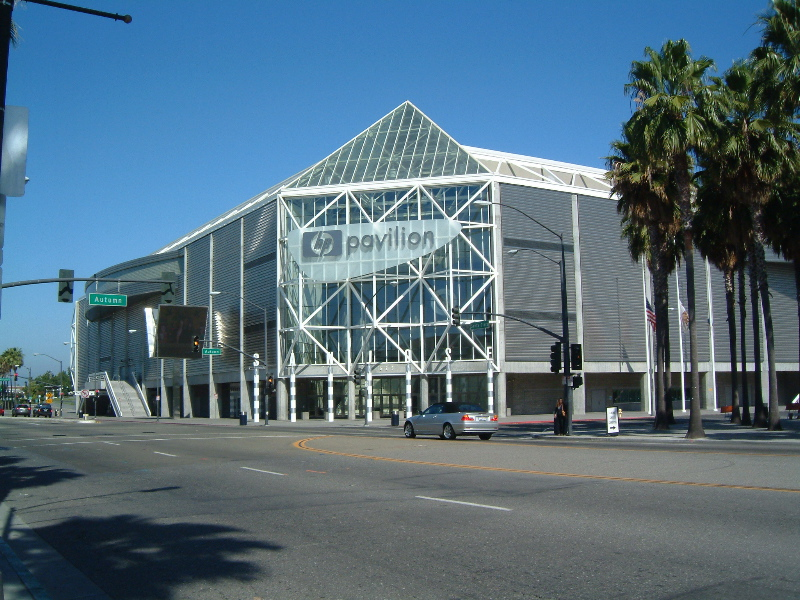
HP Pavilion en 2004
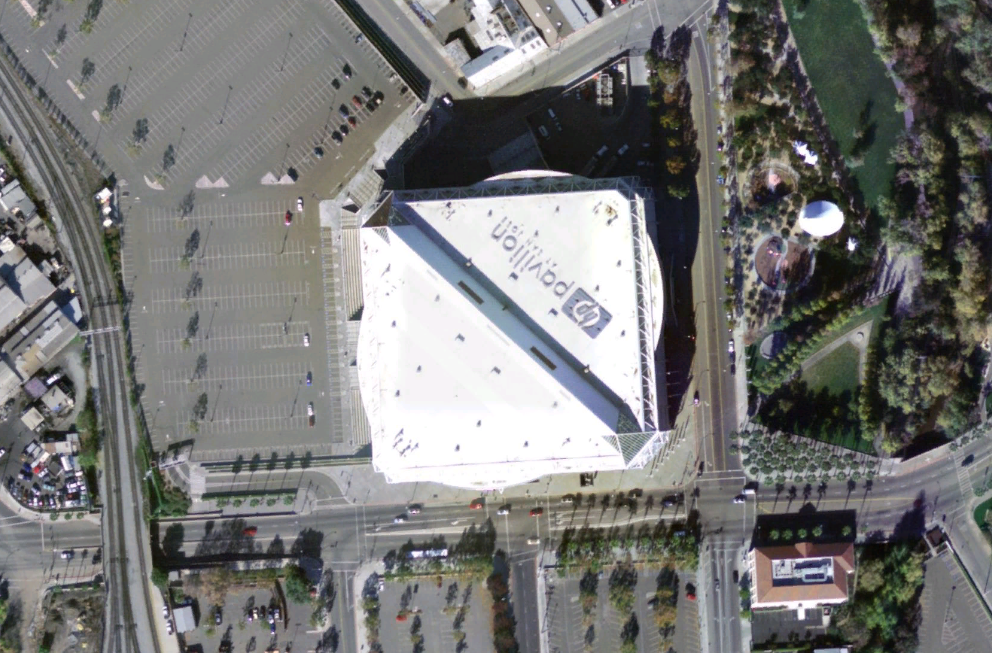
Image satellite
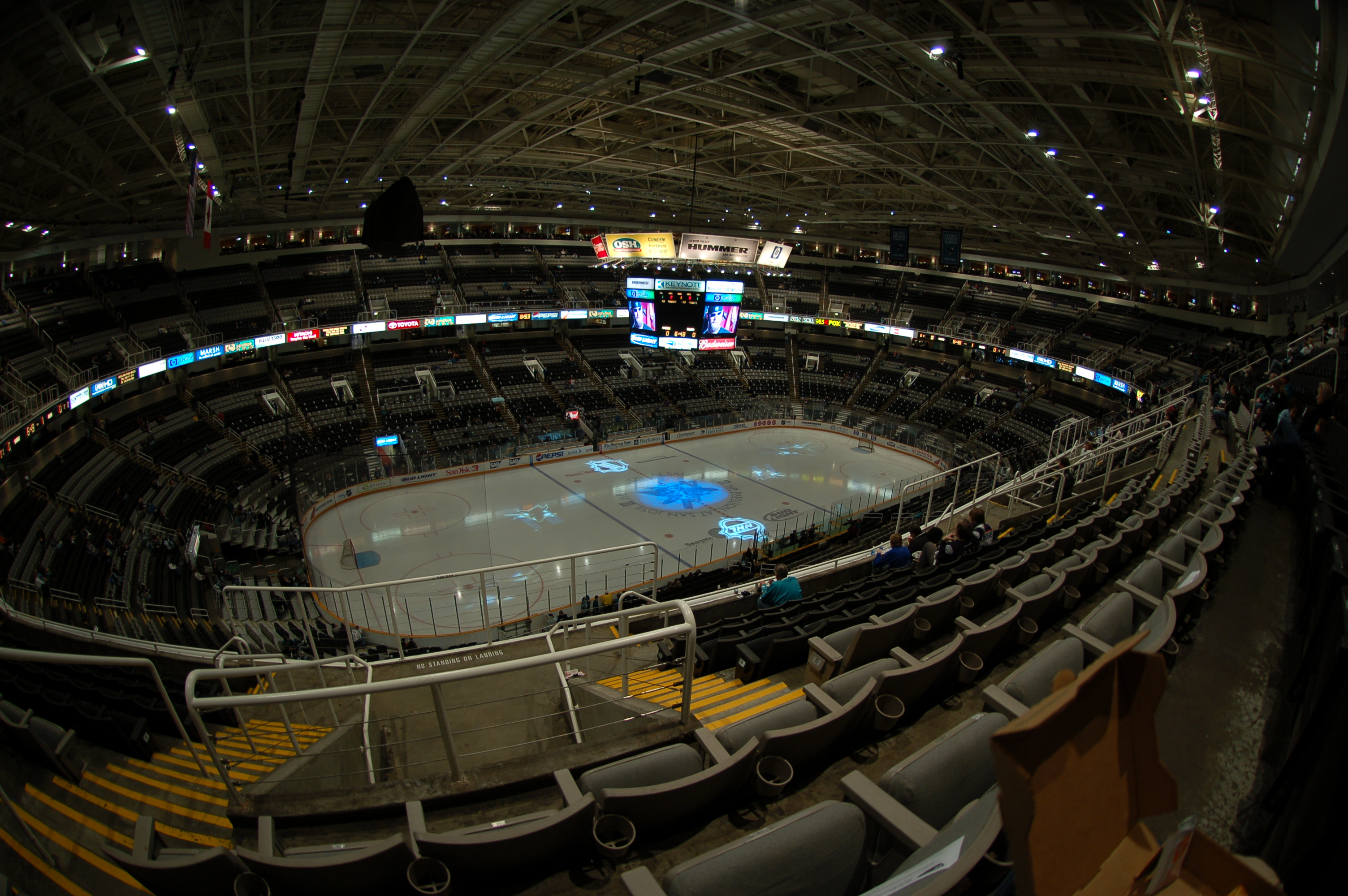
Vue intérieure (01/2006)
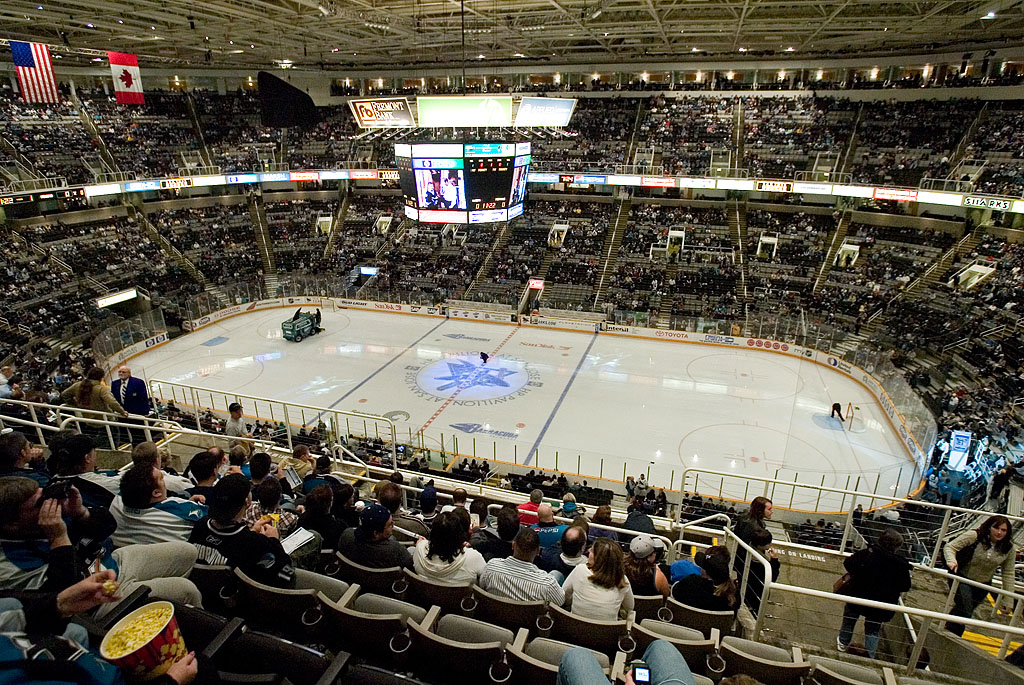
Vue intérieure (11/2006)
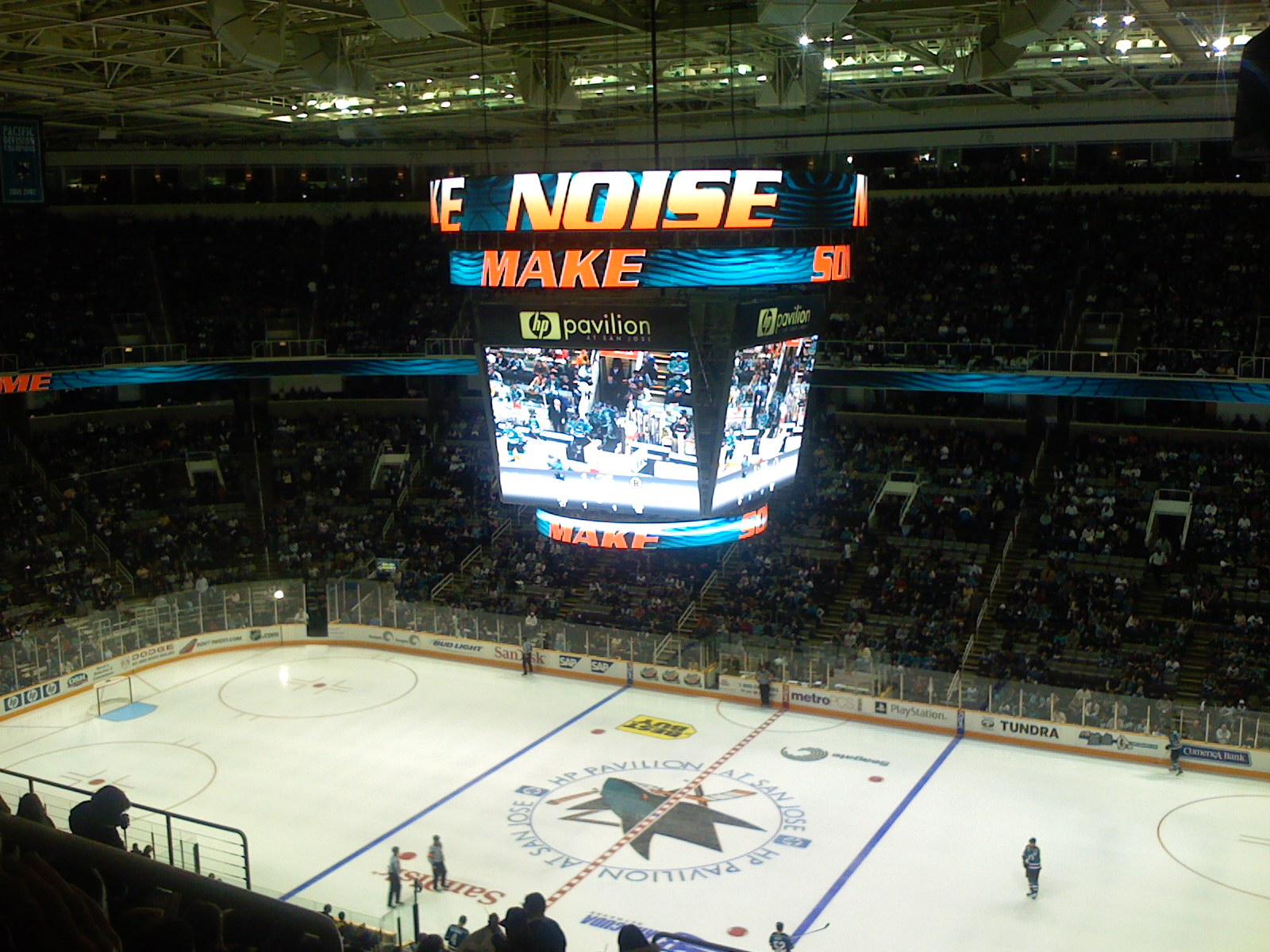
Vue intérieure (10/2007)
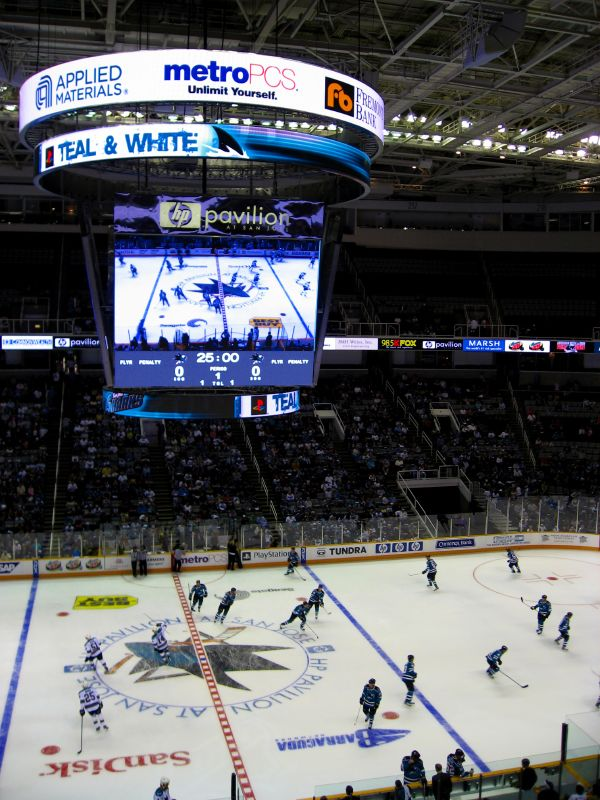
Nouveaux écrans
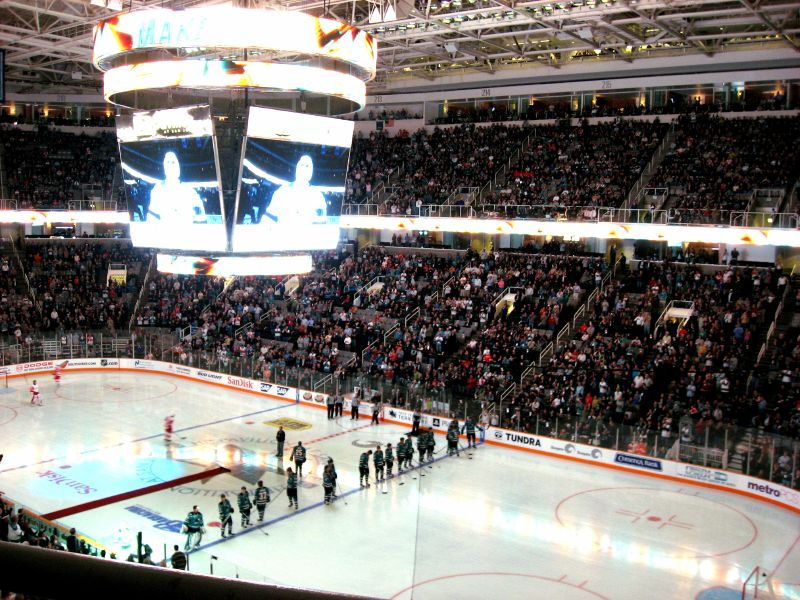
Sharks contre Red Wings
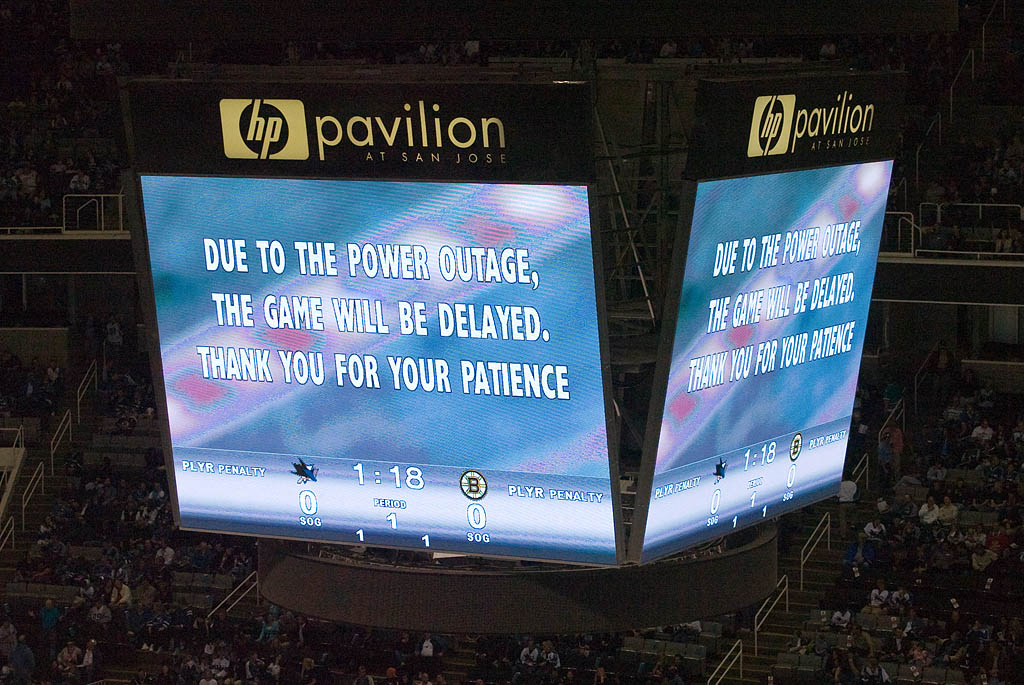
Tableau d'affichage actuel
Ancien logo